# أسرع لفة

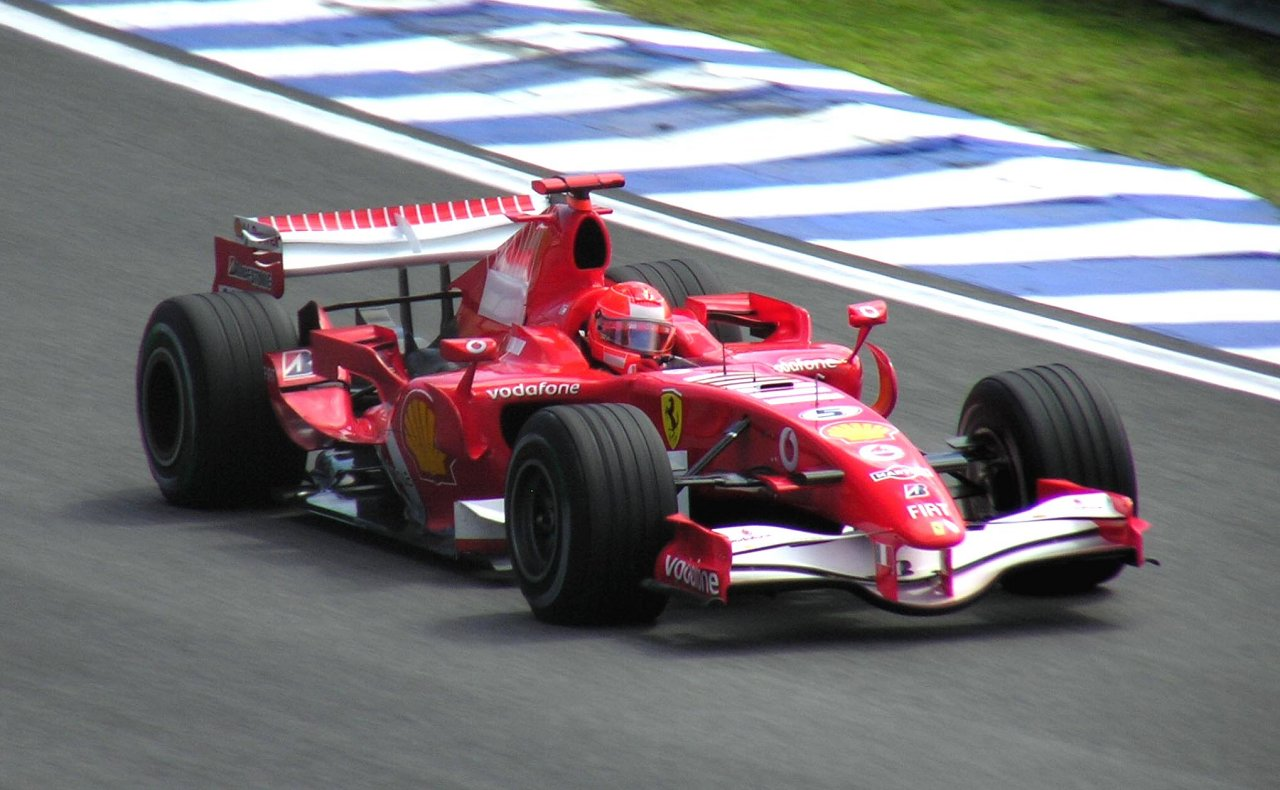

في سباق السيارات، اللفة الأسرع هي أسرع لفة خلال السباق. بعض السلسلات تعطى جائزة نقاط ومكافآت للسائق أو الفريق الذي يحقق اللفة الأسرع. في الفورمولا 1، وحتى 1960 يمنح السائقون نقاطا عند حصولهم على أسرع لفة، ويعتبر مايكل شوماخر حاملا للسجل الأكثر بحصوله على أسرع لفة (77 مرة).
وفي سباق الجائزة الكبرى للدراجات النارية لا تمنح أي نقطة لأسرع لفة. جياكومو أغوستيني يحمل السجل الأكثر بحصوله على أسرع لفة (117 مرة).

## الفورمولا 1
في الفورمولا 1، حقق 129 سائقا مختلفا أسرع لفة. وقد احتفظ السائق الألماني مايكل شوماخر بأعلى رقم في تحقيق أسرع لفة (77 مرة). يليه السائق الفنلندي كيمي رايكونن (45 مرة). ومنذ عام 2007 تمنح جائزة أسرع لفة للسائق الذي يحقق أسرع لفة في الموسم.
أسرع لفة عادة تكون في آخر لفة من لفات السباق. وغالبا ما تنخفض أوقات اللفة كلما زادت مسارات المطاط وانخفضت أوزان الوقود مع تقدم السباق.
جائزة اللفة الأسرع غالبا ما تعتبر جائزة غير رسمية ترضيةً للسائق الذي يتعرض لحادث يمنعه من الصعود إلى منصة التتويج.

## سباق الجائزة الكبرى سباق الدراجات النارية
في سباق الجائزة الكبرى للدراجات النارية، التي تشمل الفئات 80cc, 125cc ، 250cc ، 350cc 500cc وmoto3 ، Moto2 و MotoGP ، جياكومو أغوستيني يحمل الرقم القياسي في أسرع لفة برصيد (117 مرة). فالنتينو روسي الذي لا يزال يشارك في سباقات الدراجات النارية، هو الثاني برصيد (95 مرة) أسرع لفة وأنغيل نييتو في المركز الثالث برصيد (81 مرة).

### أفضل عشرة متسابقين في سباق الجائزة الكبرى (دراجات نارية) مع أسرع لفة
آخر تحديث 12 نوفمبر 2017.
| الخط العريض | المتسابق لا يزال يتنافس في سباق الجائزة الكبرى للدراجات النارية لموسم 2017 |

|        | المتسابق         |     |
| ------ | ---------------- | --- |
| 1      | جياكومو أغوستيني | 117 |
| 2      | فالنتينو روسي    | 95  |
| 3      | أنغيل نييتو      | 81  |
| 4      | مايك هايلوود     | 79  |
| 5      | داني بيدروسا     | 64  |
| 6      | مارك ماركيث      | 53  |
| 7      | ميك دوهان        | 46  |
| 8      | ماكس بياجي       | 42  |
| 9      | فيل ريد          | 36  |
| 10     | جيم ريدمان       | 35  |
| 10     | خورخي لورنزو     | 35  |
| المصدر |                  |     |